# أوين غارفان
أوين غارفان (بالإنجليزية: Owen Garvan)‏ (29 يناير 1988 بدبلن في جمهورية أيرلندا - ) هو لاعب كرة قدم أيرلندي في مركز الوسط. شارك مع منتخب جمهورية أيرلندا تحت 17 سنة لكرة القدم ومنتخب جمهورية أيرلندا تحت 19 سنة لكرة القدم ومنتخب جمهورية أيرلندا تحت 20 سنة لكرة القدم ومنتخب جمهورية أيرلندا تحت 21 سنة لكرة القدم. أما مع النوادي، فقد لعب مع إيبسويتش تاون وبولتون واندررز وكريستال بالاس وكولتشستر يونايتد ونادي ميلوول وهوم فارم ‏.

## وصلات خارجية
- أوين غارفان على موقع قاعدة بيانات كرة القدم.إي يو (الإنجليزية)
- أوين غارفان على موقع Soccerbase.com (لاعب) (الإنجليزية)
- أوين غارفان على موقع Soccerway.com (الإنجليزية)
- أوين غارفان على موقع عالم كرة القدم.نت (الإنجليزية)
- أوين غارفان على موقع AS.com (الإسبانية)